# Sârbeni
Sârbeni est une commune du județ de Teleorman en Roumanie.